# Hoshi o katta hi
Hoshi o katta hi (星をかった日? lett. "Il giorno in cui ho comprato una stella") è un cortometraggio d'animazione giapponese del 2006, scritto e diretto da Hayao Miyazaki, basato su una storia di Naohisa Inoue.
Il cortometraggio è un'esclusiva del Museo Ghibli, dove viene proiettato giornalmente.